# Distretto di Iğdır
Il distretto di Iğdır (in turco Iğdır ilçesi) è uno dei distretti della provincia di Iğdır, in Turchia.
| Controllo di autorità | VIAF (EN) 132489847 · LCCN (EN) n00140181 · J9U (EN, HE) 987007478088405171 |